# Macrauchenia
Macrauchenia war einer der letzten Vertreter der Säugetierordnung Litopterna, die zu den sogenannten Südamerikanischen Huftieren (Meridiungulata) gerechnet werden. Es lebte in Südamerika und starb am Ende des Pleistozäns aus.

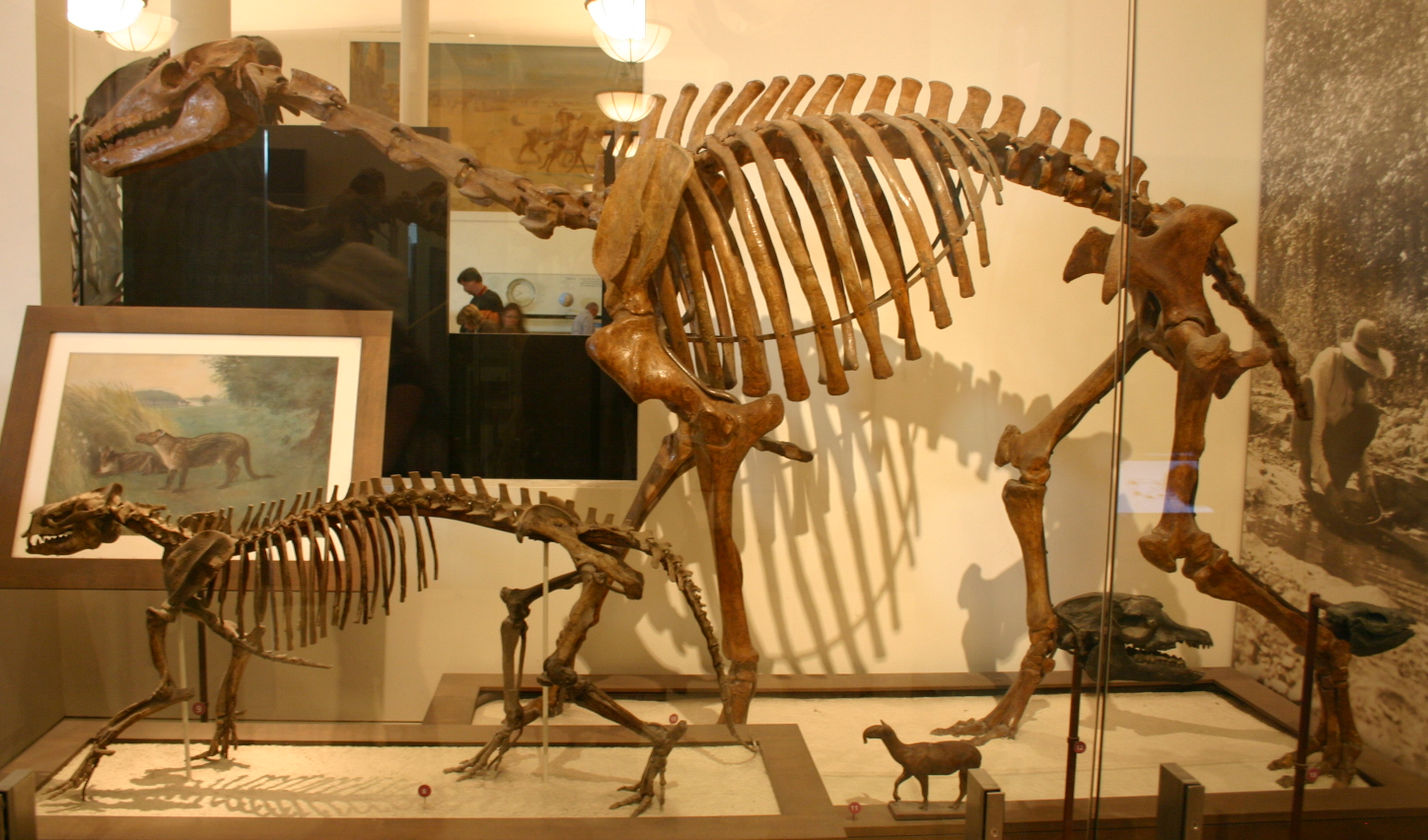
Skelett von Machrauchenia patachonica (rechts) neben einem Phenacodus-Skelett (links)

## Aussehen
Mit 1,8 m Schulterhöhe war Macrauchenia etwa so groß wie ein Kamel (Camelus) und dürfte im Habitus auch etwas an diese Tiere erinnert haben. An den langen und sehr kräftigen Beinen befanden sich drei tragende Zehen, der Hals war lang, und die Nasenöffnung auf der Schädeloberseite lässt einen kurzen Rüssel vermuten.

## Verbreitung
Die Ordnung Litopterna entstand im mittleren Paläozän und brachte etliche Gattungen hervor, die aufgrund der verlängerten Gliedmaßen und der Reduktion der Zehenanzahl etwas an heutige Pferde oder Kamele erinnern. Die meisten davon starben nach der Entstehung der mittelamerikanischen Landbrücke am Ende des Pliozäns und dem dadurch ermöglichten Faunenaustausch zwischen Nord- und Südamerika aus, bis auf zwei Gattungen der Litopterna, nämlich Windhausenia und eben Macrauchenia, und zwei Arten (den etwa flusspferdgroßen Toxodon und Mixotoxodon) aus der ebenfalls zu den Südamerikanischen Huftieren gerechneten Ordnung Notoungulata.
Macrauchenia patachonica trennte sich vor rund 66 Millionen Jahren von der Ordnung der Unpaarhufer ab und starb erst am Ende des Pleistozäns vor etwa 10.000–20.000 Jahren aus. Dass dies als Folge der Bejagung durch neu zugewanderte Raubtiere und der Konkurrenz mit eingewanderten Huftieren aus Nordamerika geschah, ist unwahrscheinlich, da mit Macrauchenia am Ende des Pleistozäns auch die meisten dieser neu eingewanderten Großtiere verschwanden, nachdem Macrauchenia zuvor über Jahrmillionen mit den neuen Einwanderern zusammen in Südamerika gelebt hatte. So gibt es Funde zusammen mit der eingewanderten Kamelgattung Palaeolama.
Macrauchenia-Überreste finden sich vor allem in den südöstlichen Pampasgebieten, aber auch aus Bolivien, Peru und Taima Taimai in Venezuela sind Funde bekannt.

## Lebensweise

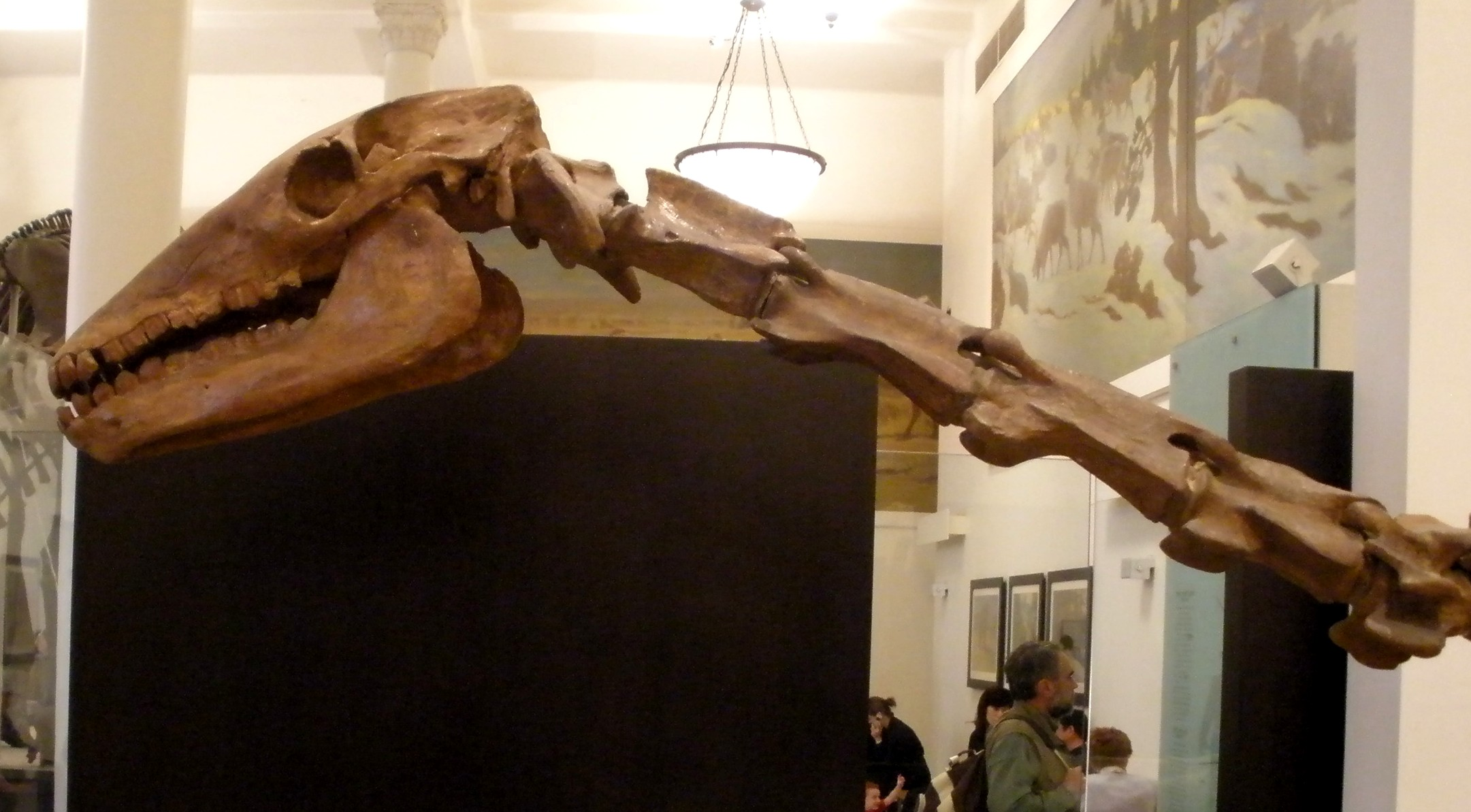
Schädel und Hals von Macrauchenia (American Museum of Natural History)

Aus seiner geographischen Verbreitung kann man schließen, dass Macrauchenia ein Savannenbewohner war. Schwieriger ist es, die Ernährungsgewohnheiten dieses Tieres zu rekonstruieren. Der vermutete Rüssel, der sich wohl eher zum Rupfen von Blättern geeignet hätte, lässt auf einen Laubfresser schließen, während die hochkronigen Zähne auf einen Grasfresser hinweisen.

## Arten
- Macrauchenia formosa
- Macrauchenia intermedia
- Macrauchenia patachonica
- Macrauchenia ullomensis